# Prudential Center
Prudential Center is een indoor-sportstadion gelegen in de Amerikaanse stad Newark, New Jersey. Bespelers zijn de ijshockeyclub New Jersey Devils. De basketbalclub New Jersey Nets speelde er tot 2012, waarna die is verhuisd naar Brooklyn, New York.